# Arrondissement di Mantes-la-Jolie
L'arrondissement di Mantes-la-Jolie è una suddivisione amministrativa francese, situata nel dipartimento degli Yvelines e nella regione dell'Île-de-France.

## Composizione
L'arrondissement di Mantes-la-Jolie raggruppa 117 comuni in 8 cantoni:
- cantone di Aubergenville
- cantone di Bonnières-sur-Seine
- cantone di Guerville
- cantone di Houdan
- cantone di Limay
- cantone di Mantes-la-Jolie
- cantone di Mantes-la-Ville
- cantone di Meulan-en-Yvelines